# Эронен, Элла
Элла Сивия Эронен (фин. Ella Eronen; 29 января 1900, Гельсингфорс, Великое княжество Финляндское, Российская империя — 9 октября 1987, Хельсинки, Финляндия) — финская актриса

 театра, кино и телевидения, певица

, декламатор. Дива оперной сцены Финляндии. Лауреат высшей государственной награды Финляндии для деятелей искусств Pro Finlandia (1952).

## Биография
Родилась в семье детектива полиции. Училась искусству танца у М. Грипенберг в Хельсинки и А. Долина в Лондоне, вокалу у Л. Линко.
Дебютировала на сцене столичного Шведского театра. Начала сценическую деятельность танцовщицей.
В 1929 году работала актрисой драмы в «Театре Зари» в Хельсинки, в 1933 году выступала с сольными вечерами танца и художественного чтения. В 1935—1936 годах — артистка Шведского театра в Турку, в 1937 году — Национального театра в Хельсинки, в 1939—1950 годах и с 1955 по 1965 год — на сцене Национального театра Финляндии.
Проработала в театре более полувека, снималась в кино и на телевидении, в основном, в ролях «роковой женщины».
С успехом играла трагедийные роли: Клеопатра («Антоний и Клеопатра» Шекспира), Медея (пьеса Еврипида), леди Макбет; Электра («Траур к лицу Электре» О’Нила) и др.
Считалась «Голосом Финляндии». Внесена в список Сто замечательных финнов.

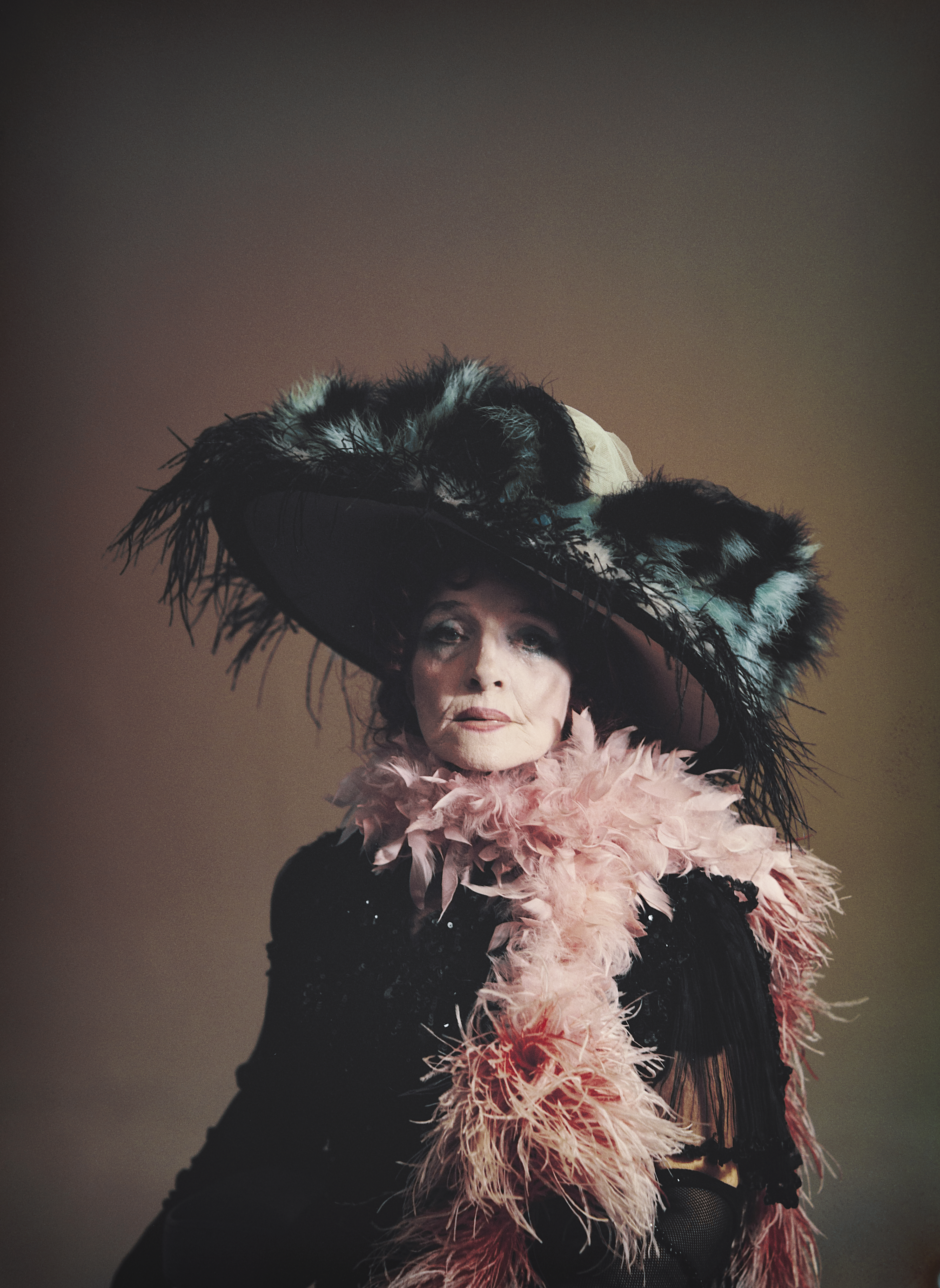
Элла Эронен. 1971

В сентября 1987 года была парализована. Умерла 9 октября в возрасте 87 лет. Похоронена на Холме художников на кладбище Хиетаниеми.

## Избранная фильмография
- Jääkärin morsian, 1931
- Pikku myyjätär, 1933
- Herrat täysihoidossa, 1933
- Elinan surma, 1938
- Finland försvarar Nordens frihet, 1940 (документальный)
- Laitakaupungin laulu, 1948
- Jussit jo jaettu ja juhlittu, 1948
- Laulu meren kaupungista, 1950
- Tähdenlento, 1961
- Madame, 1964
- Jouluvene — tähtiparaati, 1964
- Teatterituokio, 1965 (ТВ-сериал)
- Juhlat linnassa, 1966
- Me Tammelat, 1967 (ТВ-сериал)
- Veturi, 1978
- Elämänmeno, 1978
- Paljain jaloin, 1989 (som sig själv)

## Награды
- 1952 — Pro Finlandia
- 1977 — Крупнейшая театральная премия Финляндии им. Иды Аалберг.